# Chinchippus peruvianus
Chinchippus peruvianus es una especie de arácnido del orden Solifugae de la familia Ammotrechidae.

## Distribución geográfica
Se encuentra en Perú.